# Liste der Baudenkmäler im Bonner Ortsteil Endenich
Die folgende Liste enthält in der Denkmalliste ausgewiesene Baudenkmäler auf dem Gebiet des Bonner Ortsteils Endenich im Stadtbezirk Bonn.
Hinweis: Die Reihenfolge der Denkmäler in dieser Liste orientiert sich an den Straßennamen und ist alternativ nach Hausnummern, Denkmallistennummer oder Bezeichnung sortierbar.
Basis ist die offizielle Denkmalliste der Stadt Bonn (Stand: 15. Januar 2021), die von der Unteren Denkmalbehörde geführt wird. Grundlage für die Aufnahme in die Denkmalliste ist das Denkmalschutzgesetz Nordrhein-Westfalens.
| Bild                                         | Bezeichnung                                                                               | Lage                               | Beschreibung | Bauzeit                     | Eingetragen seit | Denkmal- nummer |
| -------------------------------------------- | ----------------------------------------------------------------------------------------- | ---------------------------------- | --- | --------------------------- | ---------------- | --------------- |
| BW                                           |                                                                                           | Alfred-Bucherer-Straße 35 Karte    | |                             |                  | A 1608          |
| weitere Bilder                               |                                                                                           | Alfred-Bucherer-Straße 57 Karte    | |                             |                  | A 4000          |
| weitere Bilder                               |                                                                                           | Alfred-Bucherer-Straße 59 Karte    | |                             |                  | A 4001          |
| Wegekreuz Endenich, „Lambertuskreuz“         | Wegekreuz Endenich, „Lambertuskreuz“                                                      | Am Burggraben/Pastoratsgasse Karte | | 1740                        |                  | A 341           |
| weitere Bilder                               | „Burg Endenich“                                                                           | Am Burggraben 18 Karte             | Erhaltene Vorburg der mittelalterlichen Burg Endenich | Mittelalter                 | 4. Dezember 2006 | A 3941          |
| weitere Bilder                               |                                                                                           | Endenicher Allee 138 Karte         | | 1902                        |                  | A 3829          |
| weitere Bilder                               |                                                                                           | Endenicher Allee 140 Karte         | | 1902                        |                  | A 3831          |
| BW                                           |                                                                                           | Endenicher Straße 282 Karte        | |                             |                  | A 217           |
|                                              |                                                                                           | Endenicher Straße 298 Karte        | |                             |                  | A 4129          |
| Stadtgrenzstein von 1904                     | Stadtgrenzstein von 1904                                                                  | Flodelingsweg/Hainstraße Karte     | ehemaliger Grenzstein zwischen der Stadt Bonn und der Gemeinde Lengsdorf | 1904                        |                  | A 1504          |
|                                              | Ehemalige Turnhalle Endenich                                                              | Frongasse                          | |                             |                  | A 965           |
| weitere Bilder                               | „Rex“-Kino                                                                                | Frongasse 7–9 Karte                | | 1950er-Jahre                |                  | A 3022          |
| Ehemaliger Fronhof                           | Ehemaliger Fronhof                                                                        | Frongasse 9 Karte                  | |                             |                  | A 1030          |
| weitere Bilder                               | Friedhof Endenich                                                                         | Hainstraße Karte                   | |                             |                  | A 761           |
| weitere Bilder                               | Jüdischer Friedhof Endenich                                                               | Hainstraße Karte                   | | 1861 ff.                    |                  | A 518           |
| 7 Fußfall-Stationen Endenich: erste Station  | 7 Fußfall-Stationen Endenich: erste Station                                               | Kapellenstraße Karte               | |                             |                  | A 1177          |
| 7 Fußfall-Stationen Endenich: zweite Station | 7 Fußfall-Stationen Endenich: zweite Station                                              | Kapellenstraße Karte               | |                             |                  | A 1177          |
| weitere Bilder                               | 7 Fußfall-Stationen Endenich: dritte Station                                              | Kapellenstraße Karte               | Stiftungs-Inschrift: Errichtet von den Wohlgeborenen Eheleuten Mathias Neven und Elisabeth Neven geb. Michels 11/8 1858 | 1858 (laut Inschrift)       |                  | A 1177          |
| 7 Fußfall-Stationen Endenich: vierte Station | 7 Fußfall-Stationen Endenich: vierte Station                                              | Kapellenstraße Karte               | |                             |                  | A 1177          |
| 7 Fußfall-Stationen Endenich: fünfte Station | 7 Fußfall-Stationen Endenich: fünfte Station                                              | Kapellenstraße Karte               | |                             |                  | A 1177          |
| weitere Bilder                               | 7 Fußfall-Stationen Endenich: sechste Station                                             | Kapellenstraße Karte               | Stiftungs-Inschrift: Errichtet St Josephs Verein 19.3.59 | 1859 (laut Inschrift)       |                  | A 1177          |
| weitere Bilder                               | 7 Fußfall-Stationen Endenich: siebte Station                                              | Kapellenstraße Karte               | Inschrift: Wenn Jemand mein Jünger sein will der nehme täglich sein Kreuz auf sich und folge mir nach. Luc. 9.23. Stiftungsinschriften: Errichtet von den wohlg. Eheleuten Carl. Fr. Baunscheidt und Carolina Herchen 28.3.59 sowie: Diese Station liessen i.J. 1897 erneuern Geschw. Baunscheidt. | 1859, 1897 (laut Inschrift) |                  | A 1177          |
| weitere Bilder                               | Kloster „Maria Hilf“                                                                      | Kapellenstraße 44–48 Karte         | Ehemaliges Benediktinerinnen-Kloster einschließlich der „Marterkapelle“ | 1719–1721, 1892             |                  | A 1240          |
| weitere Bilder                               | Steinkreuz „Kirchhofskreuz“ Endenich                                                      | Magdalenenstraße/Frongasse Karte   | Inschrift: Unzählige Vorfahren erwarten an dieser Statt den Tag der Auferstehung | 1765                        |                  | A 342           |
| „Matthias-Claudius-Grundschule“              | „Matthias-Claudius-Grundschule“                                                           | Magdalenenstraße 6 Karte           | |                             |                  | A 3879          |
| weitere Bilder                               | Ehemalige Kaplanei                                                                        | Magdalenenstraße 25 Karte          | |                             |                  | A 223           |
| Villa Dr. Richarz                            | Villa Dr. Richarz                                                                         | Magdalenenstraße 29 Karte          | Architekt: Christian von der Emden | 1863                        |                  | A 860           |
| Steinwegekreuz Endenich                      | Steinwegekreuz Endenich                                                                   | Sebastianstraße/Röckumstraße Karte | Inschrift: IOHANNS IVNG SCHEFFEN GVDOLA IMPIKOVEN | 1752                        |                  | A 1446          |
| weitere Bilder                               | Schumannhaus                                                                              | Sebastianstraße 182 Karte          | | um 1790                     |                  | A 3992          |
| weitere Bilder                               | Gesamtanlage Wallfahrtskirche, „Heilige Stiege“, Klostergebäude sowie 3 Kreuzwegstationen | Stationsweg 21 Karte               | |                             |                  | A 697           |